# چیتااویا
چیتااویا (به انگلیسی: Chitaavia) یک شرکت هواپیمایی با کد یاتا X7 است که در تاریخ ۱۹۹۱ میلادی تأسیس شده و در تاریخ ۲۰۰۴ فعالیتش را آغاز کرده‌است. دفتر مرکزی چیتااویا در چیتا، روسیه واقع شده‌است و قطب این شرکت هواپیمایی در فرودگاه کادالا قرار دارد.